# 霍埃尔·拉梅拉
霍埃尔·拉梅拉（西班牙語：Joel Lamela，1971年1月29日—），古巴男子田径运动员。他曾代表古巴参加1992年和1996年夏季奥林匹克运动会田径比赛，其中1992年奥运会获得一枚铜牌。